# Bartolomé Abdala
Bartolomé Esteban Abdala (San Luis, 2 de septiembre de 1964) es un contador público y político argentino. Se desempeña como senador Nacional y presidente provisional del Senado de la Nación Argentina desde el 13 de diciembre de 2023.

## Cargos públicos
En la década de 1990 se forma como profesional de ciencias económicas de la provincia de San Luis. 
Abdala fundó el PRO en la provincia de San Luis en el año 2007 y ejerció como ministro de Turismo durante la gobernación de Alberto Rodríguez Saá desde 2008 hasta 2009, cargo que debió dejar en medio de denuncias de irregularidades económicas en su gestión. En el 2021, cuando aún se desempeñaba Cámara de Diputados de la Provincia de San Luis por el PRO Cómo parte de Compromiso Federal entre 2013 y 2017 fue denunciado penalmente por la entonces Jefe de Prensa de ese cuerpo legislativo por amenazas, extorsión dónde obligaba a sus empleado a depositar en la cuenta bancaria de la hija del presidente de la Cámara, Juan Carlos Eduardo de la UCR, 30.000 pesos mensuales que debía sacar de su sueldo. Tras dicho escándalo se sumó una denuncia penal por acoso sexual de diferentes empleadas.En 2013 asume en la Cámara de Diputados de la Provincia de San Luis como parte de Compromiso Federal, en 2017 fue reelecto como parte de Cambiemos. Posteriormente se unió al partido Propuesta Republicana (PRO), abandonando el partido en 2021 para unirse al Partido Libertario ese mismo año. Ha sido duramente criticado por el manejo de sus asesores del senado para promocionar su campaña a gobernador provincial.

## Historia electoral
|  | 84,72 % |

|  | 56,73 % |

|  | 44,61 % |

|  | 42,92 % |

|  | 41,45 % |